# Regeringen Thorvald Stauning V
Regeringen Thorvald Stauning V var Danmarks regering 10. april 1940 – 8. juli 1940.
(Samlingsregering)
Regeringen bestod af følgende ministre:
- Statsminister: Thorvald Stauning
- Finansminister: Vilhelm Buhl
- Undervisningsminister:  Jørgen Jørgensen
- Minister for landbrug og fiskeri (Landbrugsminister): Kristen Bording
- Minister for industri, handel og søfart (Handelsminister): Johs. Kjærbøl
- Kirkeminister: Johs. Hansen
- Udenrigsminister: Peter Rochegune Munch
- Indenrigsminister: Bertel Dahlgaard
- Trafikminister: Axel I. Sørensen
- Socialminister: Ludvig Christensen
- Forsvarsminister: Alsing Andersen
- Justitsminister: S. Unmack Larsen
- Ministre uden portefølje:

Søren Brorsen
Oluf Krag
Henrik Hauch
Henning Hasle
J. Christmas Møller
Vilhelm Fibiger